# Comuna Stepovi Hutorî, Nosivka
Stepovi Hutorî (în ucraineană Степові Хутори) este o comună în raionul Nosivka, regiunea Cernihiv, Ucraina, formată din satele Karabînivka, Kirovka, Stepovi Hutorî (reședința) și Vidradne.

## Demografie
Componența lingvistică a comunei Stepovi Hutorî
     Ucraineană (99,05%)
     Alte limbi (0,85%)
Conform recensământului din 2001, majoritatea populației comunei Stepovi Hutorî era vorbitoare de ucraineană (99,05%), existând în minoritate și vorbitori de alte limbi.